# Pretty Hate Machine
Pretty Hate Machine – debiutancki album studyjny amerykańskiego zespołu Nine Inch Nails, wydany 20 października 1989 roku nakładem wytwórni TVT. Wydano trzy single, wśród których największym sukcesem był utwór "Head Like a Hole", który do dziś grany jest na koncertach.
Pretty Hate Machine został wycofany z dystrybucji pomiędzy rokiem 1997 a 2005, w 2005 roku został ponownie wydawany przez Rykodisc a w 2010 roku została wydana wersja zremasterowana zawierająca dodatkowy utwór – cover zespołu Queen "Get Down Make Love", który wcześniej pojawił się na singlu "Sin".

## Lista utworów
1. "Head Like a Hole" – 05:00
2. "Terrible Lie" – 04:39
3. "Down in It" – 03:47
4. "Sanctified" – 05:48
5. "Something I Can Never Have" – 05:54
6. "Kinda I Want To" – 04:34
7. "Sin" – 04:05
8. "That's What I Get" – 04:31
9. "The Only Time" – 04:48
10. "Ringfinger" – 05:42
11. "Get Down Make Love" (cover Queen) (utwór bonusowy wydania 2010) – 4:19

## Teledyski
- "Down in it" - reż. Eric Zimmermann, Benjamin Stroke, 1989
- "Head Like a Hole" - reż. Eric Zimmermann, 1990
- "SiN" - reż. Brett Turnbull, 1990